# Physiculus helenaensis
El Skulpin (Physiculus helenaensis) es una especie de bacalao morido endémico de las aguas alrededor de la isla de Santa Elena. Esta especie alcanza a medir 30 cm (12 pulgadas) de longitud en total. La especie se encuentra en la Lista Roja de la UICN como en peligro crítico en el año de evaluación 1996.

## Descripción
En 1989 el ictiólogo Chris D. Paulin describió la especie a partir de dos ejemplares dañados de 230-245 milímetros de longitud, tiene una coloración marrón pálido en la cabeza y cuerpo, el abdomen es ligeramente azulado, mientras que la región gular, las membranas branquioestegales, los labios y puntas de las aletas verticales son de color marrón más oscuro.
Ambos ejemplares de Physiculus helenaensis habían perdido la porción posterior del cuerpo y no era posible hacer un recuento de la cantidad de rayos de la segunda aleta dorsal y anal. Esta especie se diferencia por tener una serie graduada de dientes relativamente largos recurvados en ambas mandíbulas; todas las demás especies de Physiculus tiene una banda de dientes viliformes del mismo tamaño o en una serie graduada. El tamaño del fotóforo de Physiculus helenaensis es diferente del de Physiculus karrerae, también residente de Santa Elena, y del de otras especies del océano Atlántico como P. dalwigkiand P. natalensis.

## Literatura
- Pearce-Kelly, P. «Physiculus helenaensis». Lista Roja de especies amenazadas de la UICN 2013.2 (en inglés). ISSN 2307-8235. Consultado el 20 de mayo de 2014.

- Datos: Q3180941
- Multimedia: Physiculus helenaensis / Q3180941